# Monasterio de Vazelon

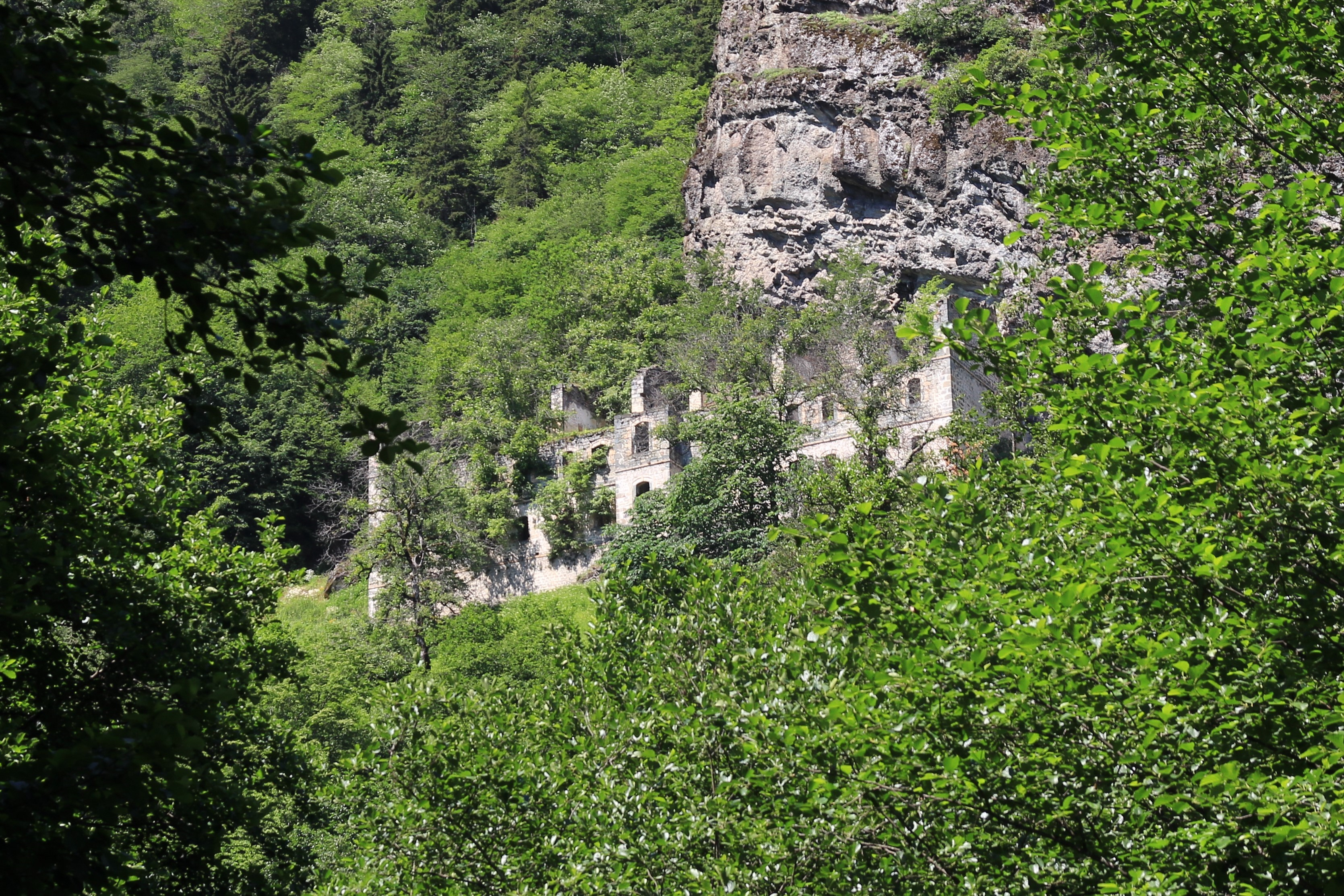
El monasterio de Vazelon, en Turquía, es una maravilla de arte arquitectónico del, circundado por un sorprendente paraje natural.

El monasterio de Vazelon está ubicado en distrito de Maçka, provincia de Trebisonda, Turquía. Fue construido en 270 y se encuentra a 40 kilómetros al sur de Trebisonda. Después que el emperador Justiniano ordenó que se reparara en el año 565, ha sido renovado varias veces hasta el día de hoy.
El monasterio de Vazelon era de vital importancia en la región de Maçka, especialmente en lo que respecta a su vida religiosa, cultural y económica. Se dice que el monasterio de Sumela fue construido a partir de los ingresos del monasterio de Vazelon, que era la más rica de la región. Los frescos que representan el cielo, el infierno y el juicio final, en la parte exterior del lado norte, aún conservan su belleza original.
El monasterio fue atacado y arruinado en numerosas ocasiones por fuerzas invasoras, principalmente persas y turcos. En el año 490 fue atacada y arruinada por los persas, que también mataron a 400 hombres que vivían en el monasterio. Durante el imperio otomano (1453-1922), el monasterio fue destruido varias veces. En 1821 Crisanto, el prior del monasterio, fue capaz de evitar una matanza general de las 40 aldeas cristianas de los alrededores a través de medios diplomáticos y el uso de la enorme riqueza del monasterio. En 1922 fue totalmente destruido, dejándolo en su estado actual de ruinas.
El monasterio fue abandonado en 1922 después de la expulsión de la población ortodoxa griega de Turquía como resultado del intercambio de población entre Grecia y Turquía.